# Університет Масарика
Університет Маса́рика (чеськ. Masarykova univerzita) — вищий навчальний заклад, заснований у 1919 році, розташований у місті Брно, історичному центрі Моравії. Названий на честь Томаша Масарика, видатного чеського державного діяча і першого президента Чехословаччини. Другий за кількістю студентів університет Чехії. Складається з 9 факультетів і більш ніж 200 кафедр, крім того це єдиний університет який має власну полярну станцію в Антарктиді.
У 1960—1990 роках діяв під назвою Університет імені Яна Евангеліста Пуркинє.

## Історія
Відкрився в 1919 році як противага Карловому університету. Своїм ім'ям і в значній мірі своєю появою університет зобов'язаний першому президентові Чехословаччини Томашу Гаррігу Масарику. При відкритті університет складався з 4 факультетів: юридичного, медичного, природознавства і філософського.

### Німецька окупація
За 6 років окупації університет втратив 45 співробітників.

## Факультети
| Герб                         | Факультет               | Оригінальна назва          | Скорочення | Рік заснування | Колір | Примітки |
| ---------------------------- | ----------------------- | -------------------------- | ---------- | -------------- | ----- | -------- |
| Файл:Gerb prf muni black.tif | Юридичний               | Právnická fakulta          | PrF        | 1919           |       |          |
|                              | Медичний                | Lékařská fakulta           | LF         | 1919           |       |          |
|                              | Філософії               | Filozofická fakulta        | FF         | 1919           |       |          |
|                              | Природничий             | Přírodovědecká fakulta     | PřF        | 1920           |       |          |
|                              | Педагогічний            | Pedagogická fakulta        | PdF        | 1946           |       |          |
|                              | Економіки та управління | Ekonomicko-správní fakulta | ESF        | 1990           |       |          |
|                              | Інформатики             | Fakulta informatiky        | FI         | 1994           |       |          |
|                              | Соціальних наук         | Fakulta sociálních studií  | FSS        | 1997           |       |          |
|                              | Фізичної культури       | Fakulta sportovních studií | FSpS       | 2002           |       |          |

## Ректорат
Ректорат розташований у центрі міста Брно, в будівлі Кауніцового палацу неподалік від Конституційного суду.
Від 1 вересня 2011 року посаду ректораа обіймає доцент музикознавства, у минулому проректор, Мікулаш Бек. Його попередник на цій посаді в 2004—2011 роках — Петр Фіала, політолог і політик, 13-й міністр освіти, молоді і спорту Чеської республіки, голова політичної партії «ODS».

## Відомі випускники
- Іван Блатний (1919—1990) — поет.
- Отакар Борувка (1899—1995) — математик, відомий, зокрема, за свій вклад в теорію графів.
- Іва Брожова (нар. 1951) — юристка, голова Найвищого суду Чеської республіки.
- Елішка Вагнерова (нар. 1948) — юристка, політик, голова Найвищого суду Чеської республіки, заступник голови Конституційного суду Чеської республіки.
- Владімір Ветхий (нар. 1949) — політик, 5-й міністр оборони Чеської республіки.
- Віталь Воронов (нар. 1983) — білоруський літератор, перекладач.
- Вільгельм Голань (нар. 1938) — політик, 2-й міністр оборони Чеської республіки.
- Петр Грушка (нар. 1964) — поет.
- Петр Ґаздік (нар. 1974) — політик, заступник голови  Палати депутатів ЧР.
- Їржі Ґріґар (нар. 1936) — астроном, астрофізик.
- Любомир Заоралек (нар. 1956) — політик, 10-й міністр закордонних справ Чеської республіки.
- Мартін Жіман (нар. 1961) — 6-й міністр промисловості та торгівлі, 3-й міністр транспорту Чеської республіки.
- Ян Келлер (нар. 1955) — соціолог, філософ.
- Зденєк Кеслер (1926—2003) — юрист, голова Конституційного суду Чеської республіки.
- Даніела Коважова (нар. 1964) — 10-й міністр юстиції Чеської республіки.
- Любош Когоутек (нар. 1935) — астроном, першовідкривач комет.
- Франтішек Копечний (1909—1990) — богеміст, славіст.
- Їржі Кратохвіл (нар. 1940) — письменник, журналіст.
- Людвік Кундера (1920—2010) — поет, письменник, перекладач, драматург та ін.
- Онджей Лішка (нар. 1977) — політик, 10-й міністр освіти, молоді та спорту Чеської республіки.
- Петр Нечас (нар. 1964) — політик, 9-й прем'єр-міністр Чеської республіки (2010—2013).
- Їржі Новак (політик) — юрист, політик, 1-й міністр юстиції Чеської республіки.
- Любош Перек (нар. 1919) — астроном.
- Ян Скацел (1922—1989) — поет, прозаїк.
- Богуслав Соботка (нар. 1971) — політик, 11-й прем'єр-міністр Чеської республіки (2014— ).
- Мілан Угде (нар. 1936) — письменник, драматург, сценарист і політик, 1-й голова Палати депутатів Парламенту Чеської Республіки (1993—1996).
- Петр Фіала (нар. 1964) — політик, політолог, 13-й міністр освіти, молоді та спорту Чеської республіки.
- Богуміл Фішер (1943—2011) — 7-й міністр охорони здоров'я Чеської республіки.
- Томаш Юлінек (нар. 1956) — політик, 13-й міністр охорони здоров'я Чеської республіки.

## Викладачі
Звиняцьковський Володимир Янович (нар. 24 грудня 1957, м. Горлівка, нині Донец. обл. - 11 липня 2025, м. Брно, Чехія) — український літературознавець.